# Siebera juncea
Siebera juncea är en flockblommig växtart som beskrevs av George Bentham. Siebera juncea ingår i släktet Siebera och familjen flockblommiga växter. Inga underarter finns listade i Catalogue of Life.